# Лето 1993-го
Лето 1993-го (исп. Estiu 1993 (Verano 1993)) — испанский фильм-драма 2017 года, полнометражный режиссерский дебют Карлы Симон. Премьера ленты состоялась 11 февраля 2017 года в секции Generation на 67-м Берлинском международном кинофестивале и получила премию за лучший дебют. В июле 2017 года фильм участвовал в международной конкурсной программе 8-го Одесского международного кинофестиваля в соревновании за главный приз — «Золотой Дюк».

## Сюжет
Летом 1993 года, после смерти родителей, шестилетняя Фрида переезжает из Барселоны в семьи дяди, которая живет в Каталонской провинции. Новая жизнь становится испытанием для Фриды. Теперь у нее есть маленькая сестра, за которой Фрида должна ухаживать и справляться с новыми чувствами. Однако семья делает все, что может, чтобы достичь хрупкого баланса. Потихоньку Фрида понимает, что она здесь останется и должна адаптироваться.

## В ролях
- Лайя Артигас — Фрида
- Паула Роблес — Анна
- Бруна Кузи — Марга, мать Анны
- Давид Вердагер — Эстеве, отец Анны
- Ферми Рейхак — Ави
- Монтце Санс — Лола
- Изабель Рокатти — Авиа

## Награды и номинации
- 2017 — приз за лучший дебютный фильм и Гран-при международного жюри программы Generation Kplus на Берлинском кинофестивале.
- 2017 — специальный приз жюри Стамбульского кинофестиваля.
- 2017 — почётное упоминание на Лондонском кинофестивале.
- 2017 — приз за лучшую режиссуру на фестивале независимого кино в Буэнос-Айресе.
- 2017 — приз «Золотой Дюк» на Одесском кинофестивале.
- 2017 — попадание в пятёрку лучших иностранных фильмов года по версии Национального совета кинокритиков США.
- 2017 — номинация на премию Европейской киноакадемии за европейское открытие года.
- 2017 — номинация на приз ФИПРЕССИ за лучший дебютный фильм на Иерусалимском кинофестивале.
- 2018 — три премии «Гойя»: лучший режиссёр-дебютант (Карла Симон), лучшая актриса-дебютантка (Бруна Кузи), лучший актёр второго плана (Давид Вердагер). Кроме того, лента получила 5 номинаций: лучший фильм, лучший оригинальный сценарий (Карла Симон), лучшая операторская работа (Сантьяго Раках), лучшая работа художника-постановщика (Мирея Граэль Виванкос), лучший монтаж (Ана Пфафф, Дидак Палу).
- 2018 — премия Fotogramas de Plata за лучший испанский фильм, а также две номинации за лучшую мужскую роль (Давид Вердагер) и за лучший фильм по мнению зрителей.
- 2018 — две премии Святого Георгия за лучший дебютный фильм и за лучшую мужскую роль в испанском фильме (Давид Вердагер), а также номинация в категории «лучшая женская роль в испанском фильме» (Бруна Кузи).